# 霍夫曼窯

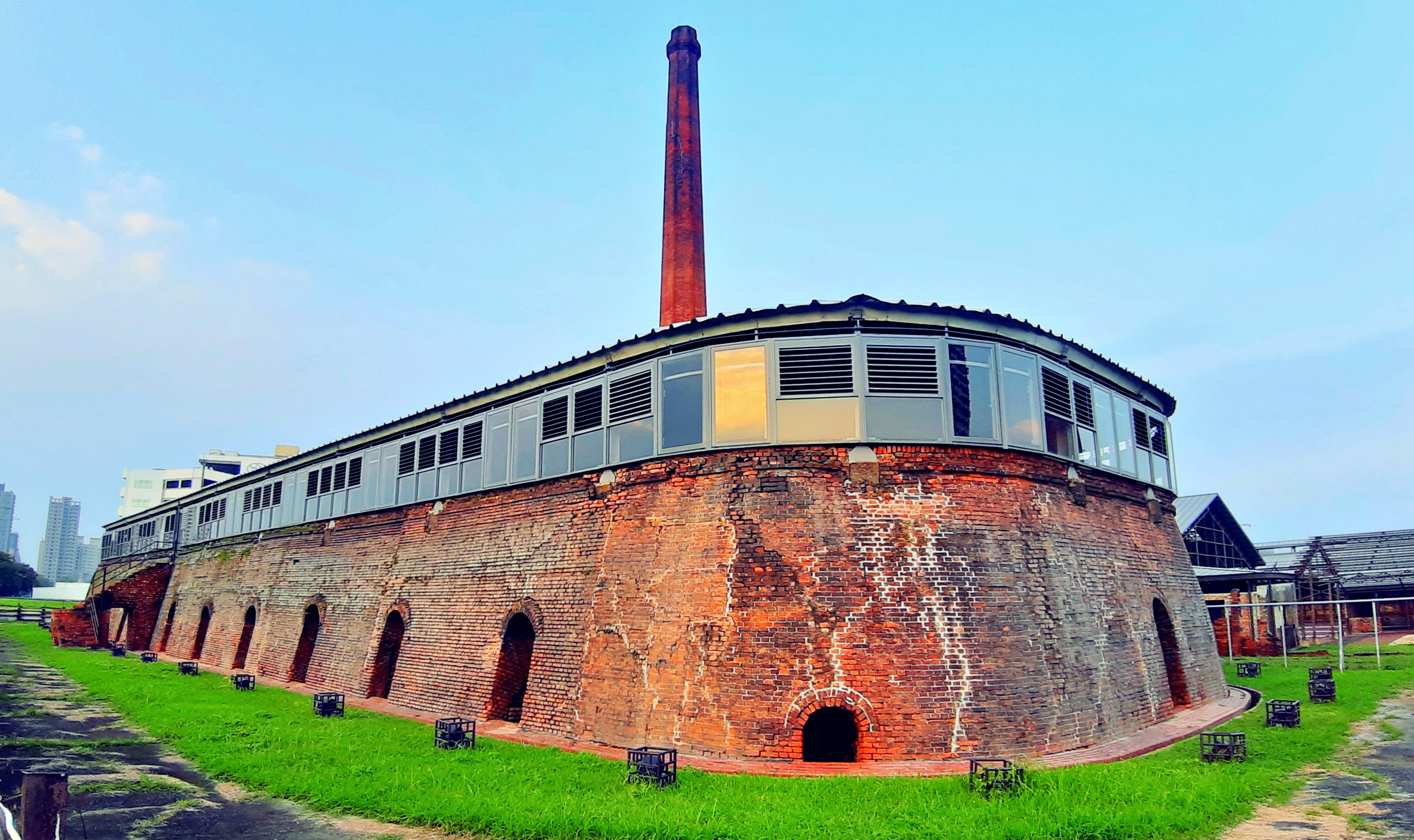
臺灣高雄市中都唐榮磚窯廠的八卦窯。

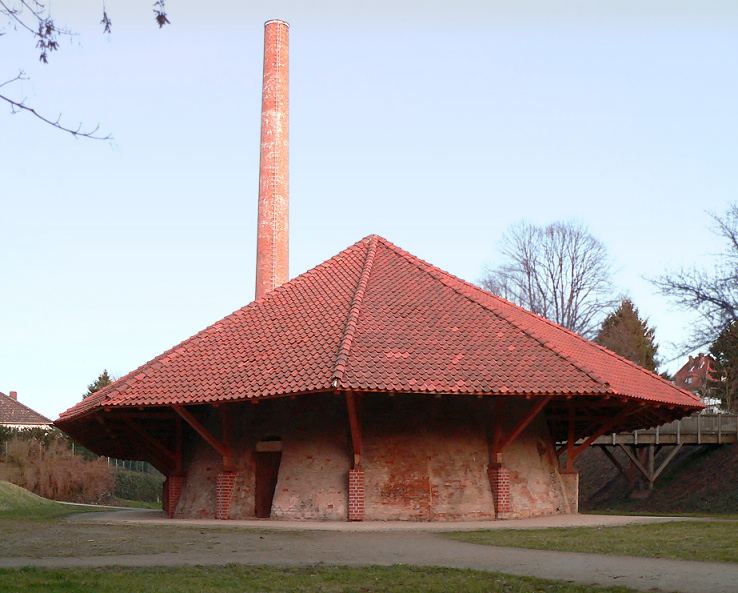
位於漢諾威威利·史潘公園（Willy-Spahn-Park）的石灰窯

霍夫曼窯（Hoffmann kiln），又譯作八卦窯或蒸籠窯，最常用於燒製磚頭及其他陶質製品。它是由德國人佛德烈曲·霍夫曼（Friedrich Eduard Hoffmann）於1856年改良設計，1858年5月27日獲得專利的一種窯，所以以其姓氏為名。這種窯在霍夫曼取得專利後被用於燒石灰，並以「霍夫曼連續窯」（Hoffman continuous kiln）之稱聞名。

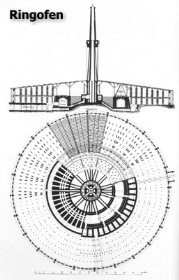
環狀爐（蒸籠窯）的橫面圖，為1858年霍夫曼取得專利之設計

## 結構
霍夫曼窯的平面通常是像運動場跑道的環型或圓形，有時也會是矩形或U字型。而窯體可分為兩層，其中地面層的外觀多為磚造，少數為石造，旁邊會有階梯或空橋通往第二層設有木製或鋼製屋架的窯頂。至於窯室則是一條環繞成一圈的中空穹窿型長隧道，通常會被分割成12個或更多的窯室，而這些窯室之間並沒有隔間。而在兩個或兩個以上的窯室旁會設置有樹枝狀的煙道與調節閥，以便將煙引導到主煙道再從煙囪排出。至於煙囪的位置有些會安排在窯體的中央，有的會安排在窯體外的某一側，有時還會數座窯共用同一根煙囪。
窯體周圍的拱型諸入口即是窯門，是運入磚坯運出磚塊的出入口，此外在四個轉角等處的底部還開有拱型的煙道口，可以將煙引入地下煙道中。而在窯頂上方則有數個方形或圓形的投煤口，沿窯室設置而成環狀排列，共有五圈，每一個孔都有一個金屬蓋。而在窯頂中央則設有稱為「風鼎」的金屬製調節閥，可調整煙道的開閉程度以調節排煙量。而有些窯的窯頂還會設有清煙人孔，以讓人進去打掃煙道。

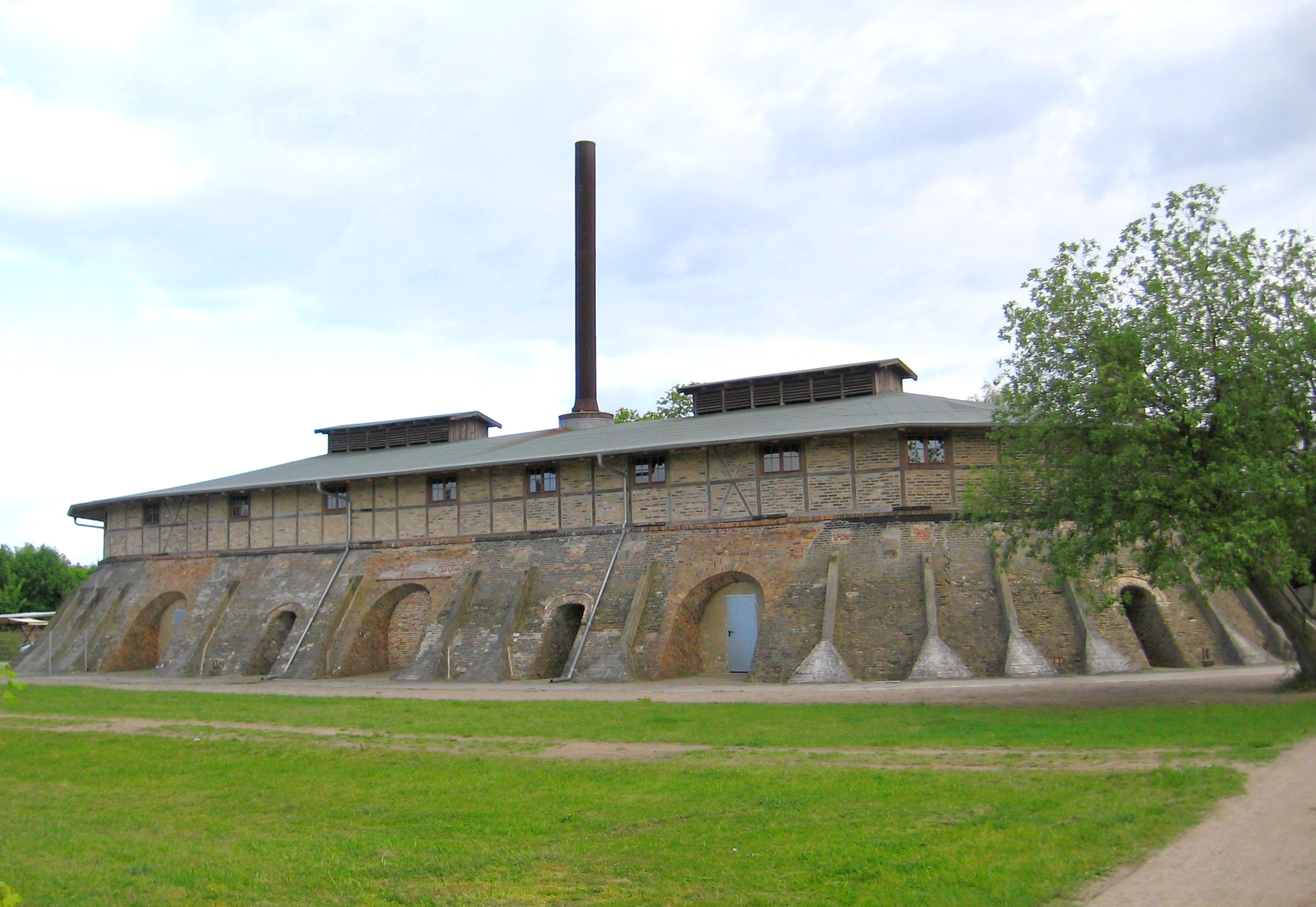
在米爾登伯格（Mildenberg）博物館的霍夫曼環狀窯

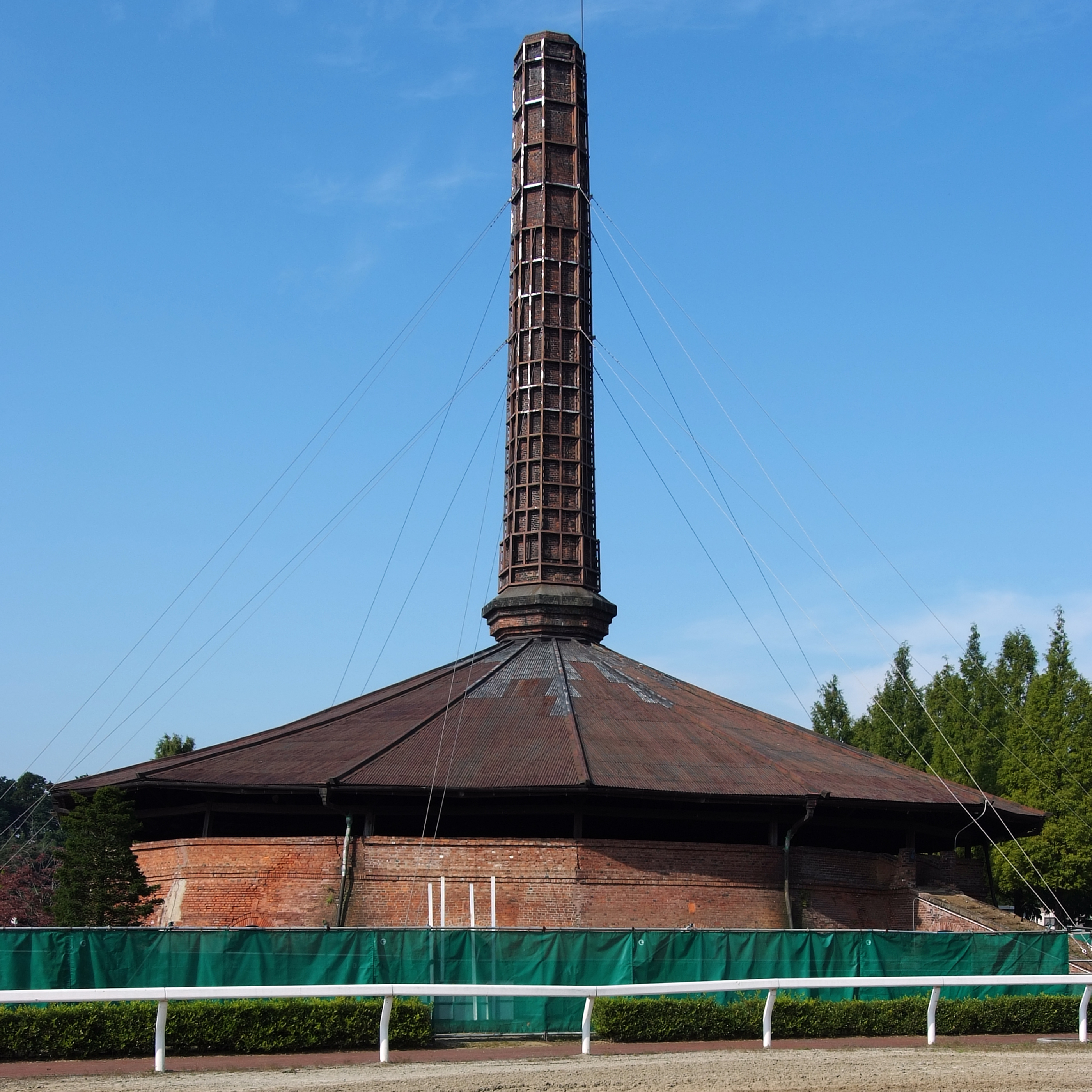
日本栃木縣舊下野煉化製造會社的霍夫曼窯

## 燒製方式
霍夫曼窯內部分成數個窯室，使用時會將磚坯排成數排，且會避開上方的投煤口，讓投煤口對著排與排之間的空隙（俗稱火路）。磚坯排好後，便會在第一個窯室起火，然後一間間地燒下去，除非碰到水災或過長雨季等重大問題，不然幾乎不會停火，每間窯室依序重複著裝窯、乾燥、預熱、燒窯、保溫、冷卻、出窯等過程。
在還沒有起火前，可先裝滿五個窯室的磚坯，一間窯室約可裝2000塊左右的磚坯。而窯室之間會先用報紙或牛皮紙箱隔著，除了起火的第一間窯室外，其他窯室的窯門會先用磚完全堵住。而等起火之後，便可陸續將磚坯裝入接下來的窯中。通常霍夫曼窯一個窯室燒成要花一天左右，同時間也只會有一到兩間窯室在燒，而接下來火要燒過去的窯室會先讓燃燒後的熱廢氣流過以先預熱、乾燥，而已經燒過的窯室則會進入保溫狀態再逐漸冷卻，從入窯到出窯約要15天左右的時間。一般來說出窯是在冷卻完成之後的事，但有時在磚塊供不應求時，工人會在磚塊還沒完全冷卻時就進去「搶窯」。
當霍夫曼窯停止燒製時，便得清掃煙道以保持暢通，而由於煙道窄小的關係，所以清潔工作多半是由小孩去做，而清掃出來的煙灰可以當油墨用。